# Isabel Barreto Lobato
Isabella Barreto Lobato, född 1948 Bazartete i Portugisiska Timor, död 7 december 1975 i Dili, Östtimor var medlem i Fretilins kvinnoförbund och aktiv i kampen för självständighet. 1972 träffade hon Nicolau dos Reis Lobato. De gifte sig i Bazartete kapell och fick sonen Jose Maria Barreto Lobato.
Den 28 november 1975 utropades Östtimors självständighet, vilket inte accepterades av Indonesien. Den 7 december invaderade den indonesiska krigsmakten huvudstaden Dili. Barreto Lobato och många andra civila kvinnor och män arkebuserades i Dilis hamn. Kropparna föll i havet men spolades upp på en strand efter några dagar.